# Desa Pakuran (administrativ by i Indonesien, lat -7,69, long 109,46)
Desa Pakuran är en administrativ by i Indonesien.   Den ligger i provinsen Jawa Tengah, i den västra delen av landet, 300 km sydost om huvudstaden Jakarta.